# Nemoria darwiniata
Nemoria darwiniata là một loài bướm đêm trong họ Geometridae.